# Erianthina kalawensis
Erianthina kalawensis är en insektsart som beskrevs av Marius Descamps 1975. Erianthina kalawensis ingår i släktet Erianthina och familjen Chorotypidae. Inga underarter finns listade i Catalogue of Life.